# Paunka Todorowa
Paunka Todorowa, bułg. Паунка Тодорова (ur. 26 stycznia 1930 w Wyłczi doł) – bułgarska szachistka.

## Kariera szachowa
Wielokrotnie startowała w finałach indywidualnych mistrzostw Bułgarii, zdobywając 6 medali: dwa złote (1955, 1964), srebrny (1970) oraz trzy brązowe (1951, 1952, 1954). W 1958 zajęła III m. w międzynarodowym turnieju w Beli Crkvie, natomiast w 1959 wystąpiła w rozegranym w Płowdiwie turnieju pretendentek, zajmując XIV miejsce (wynik ten odpowiadał wówczas XV miejscu na świecie). W 1963 reprezentowała narodowe barwy na szachowej olimpiadzie w Spicie, na której bułgarskie szachistki zajęły V miejsce
Najwyższy ranking w karierze osiągnęła 1 stycznia 1976, z wynikiem 2080 punktów zajmowała wówczas 8. miejsce wśród bułgarskich szachistek.